# H. E. Erwin Walther

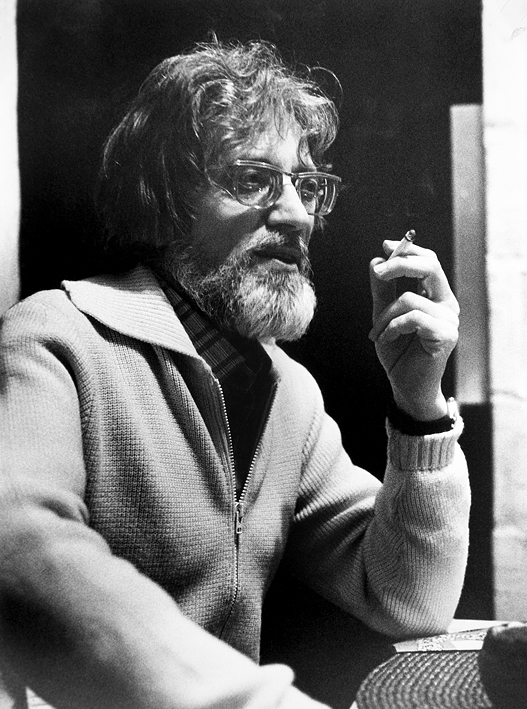
H. E. Erwin Walther

H. E. Erwin Walther (* 1. April 1920 in Amberg; † 1. Januar 1995 ebenda; mit vollem Namen: Heinrich Ernst Erwin Walther) war ein deutscher Komponist.

## Leben
H. E. Erwin Walther legte 1938 das Abitur an der damaligen Oberrealschule Amberg ab. Anschließend studierte er Komposition, Klavier und Dirigieren am Bayerischen Staatskonservatorium für Musik Würzburg bei Hermann Zilcher, dazu Nebenfach Bratsche. 1940 wurde er zur Wehrmacht eingezogen, 1941 erlitt er eine schwere Verletzung, wegen der er 1943 entlassen wurde. 1944 heiratete er Maud Schunk. 1945–47 war er im Internierungslager Moosburg. Ab 1949 trat er als Pianist bei den Konzerten im Studio Nürnberg des Bayerischen Rundfunks mit Schwerpunkt Improvisation auf. Für die neu gegründete Studiobühne Amberg (Gerd Winkler) schrieb er ab 1952 Musik, später auch für Winklers Fernsehproduktionen. Von 1967 an war er zusätzlich zu seinen Aktivitäten als Komponist nebenamtlicher Musiklehrer im Angestelltenverhältnis am Gregor-Mendel-Gymnasium Amberg, ab 1971 dann hauptamtlich. 1985 trat er in den Ruhestand. Sein künstlerischer Nachlass befindet sich als Schenkung im Stadtarchiv Amberg. Im Januar 2025 wurde die H.-E.-Erwin-Walther-Stiftung gegründet zur Förderung des Andenkens und der Erweiterung der Bekanntheit des Komponisten.

## Werk (Auswahl)
H. E. Erwin Walthers Kompositionen nehmen Einflüsse des Jazz ebenso auf wie der Zwölftonmusik. Als wichtiges Arbeitsfeld sah er die so genannte „optische Musik“, seine "Audiogramme".

„Irgendwie bin ich als Komponist ein bunter Vogel. Viele von Ihnen kennen vielleicht ein paar Federn meines Kleids; die Farbskala reicht aber von der Spätromantik, impressionistische und expressionistische Exkursionen zu Zwölfton- und audiovisueller Musik, vom Kunstlied zum Chanson, zum Kabarett und zum Kinderlied, von Musiken zu Werkfilmen bis zum großen Fernsehfilm, von der bayrischen Folkloristik zur scheinbaren Chaotik. Aber was ich auch geschrieben habe: Ich habe immer Spaß daran gehabt.“

### Vokalmusik
- Hiob. Eine irdische Passion. Oratorium (1946–1949) für Soli, gemischten Chor und Cembalo
- Jahreskreis. Oratorium für Soli, Sprecher und gemischten Chor. Text: Eugen Oker (1988)

### Bühnenwerke
- Der schüchterne Drache (1965)
- Die Farce "Keine Oper" (1969)

### Instrumentalmusik
- 13 Orchesterwerke (1954–1989)
- 16 Konzerte (1941–1984)
- 47 Kammermusikwerke (1938–1991)
- 15 Klavierwerke (1935–1978)

### Musik für Film, Fernsehen und Hörfunk
- ttt – titel, thesen, temperamente. Titelmusik (HR 1967)
- Formen der Farbe, Musik zu einem Fernsehfilm von Gerd Winkler (HR 1967), der 1970 beim Adolf-Grimme-Preis eine ehrende Anerkennung der Jury Allgemeine Programme bekam
- Mike Blaubart, Musik zu einem Fernsehfilm von Gerd Winkler (HR 1967)
- Dr. Katzenbergers Badereise, Musik zu einem Fernsehfilm nach Jean Paul, Regie: Gerd Winkler (ZDF 1978)

### Optische Musik
- 300 Audiogramme (1966–1990)

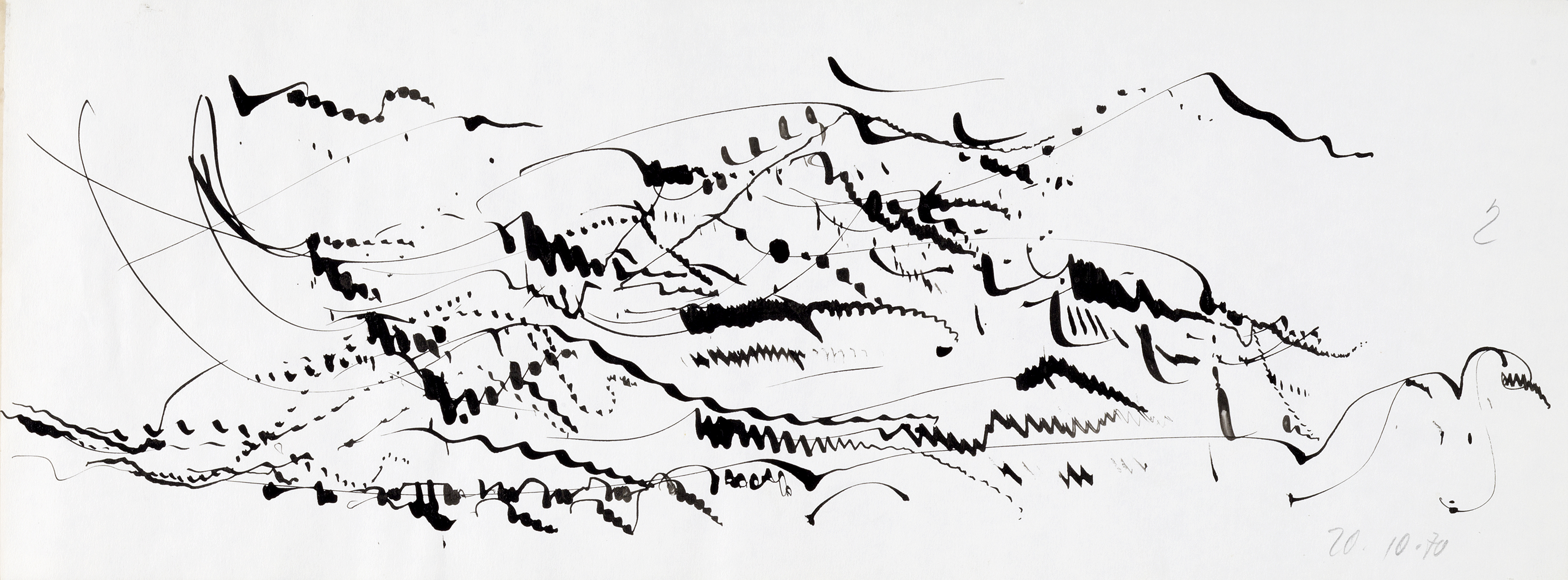
Audiogramm 18-2 aus dem Jahr 1970

„Ein Audiogramm will eine Beziehung herstellen zwischen Grafik und Akustik. Es ist ein Aktionsfeld, das den Interpreten freilässt, in dessen Rahmen er sich ausspielt, das ihn anregt.“

Die Audiogramme stehen in der Tradition der Musikgrafik, wie sie unter anderen auch John Cage, György Ligeti und Krzysztof Penderecki pflegten.
Hier zum ausführlichen Werkverzeichnis:

## Auszeichnungen
- 1960: Nordgau-Kulturpreis der Stadt Amberg
- 1961: Kulturpreis Ostbayern
- 1989: Kulturpreis der Stadt Amberg